# Bundesamt für Energie

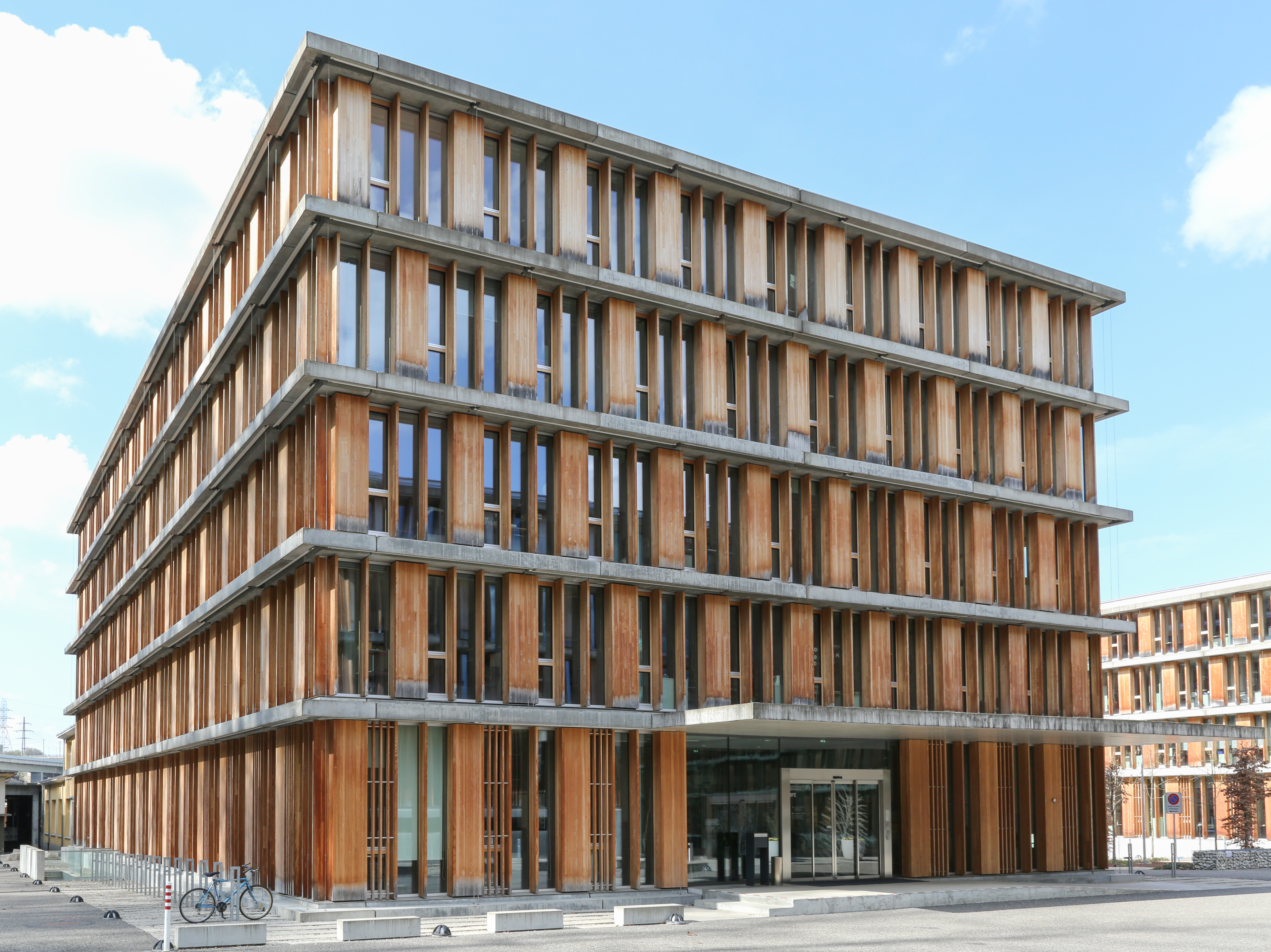
Gebäude des BFE

Das Bundesamt für Energie BFE (französisch Office fédéral de l’énergie OFEN, italienisch Ufficio federale dell’energia UFE, rätoromanisch Uffizi federal d'energia UFE, englisch Swiss Federal Office of Energy SFOE) ist ein Bundesamt der Schweizerischen Eidgenossenschaft. Es ist für nationale Fragen der Energieversorgung und -nutzung zuständig.
Das Amt, welches dem Eidgenössischen Departement für Umwelt, Verkehr, Energie und Kommunikation (UVEK) untersteht, hat seinen Hauptsitz in Ittigen nahe Bern.

## Geschichte
In den 1920er-Jahren wurde in der Schweiz, ausgehend von einem Postulat im Nationalrat, eine intensive Diskussion um den Ausbau der nationalen Stromversorgung und um Restriktionen für den Stromexport geführt. Als Ergebnis entstand 1930 das Eidgenössische Amt für Elektrizitätswirtschaft.
Im Jahre 1961 wurden die Aufgaben des Amtes um die Bereich Öl- und Gaswirtschaft erweitert. Mit den neuen Aufgaben erhielt das Amt auch einen neuen Namen: Eidgenössisches Amt für Energiewirtschaft. Ab 1969 gehörte auch die Kernenergie zum Zuständigkeitsbereich des Amtes.
Ab Mitte der 1970er-Jahre, als Reaktion auf die Ölkrise und insbesondere ab den 1990er-Jahren mit der zunehmenden Verknüpfung von Energiewirtschafts- und Umweltpolitik, entwickelte sich die Tätigkeit des Amtes mehr und mehr von der Gesetzesvorbereitung und -überwachung zu breiten energiepolitischen Aktivitäten. Im Jahre 1999, dem Jahr in dem Energiegesetz und Energieverordnung in Kraft traten, wurde das Amt erneut umbenannt; seither trägt es seinen heutigen Namen, Bundesamt für Energie.

## Ziele, Aufgaben und Aktivitäten
Nach eigenen Angaben dient die Arbeit des BFEs den folgenden Zielen:
- Schaffung der Voraussetzungen für eine ausreichende, krisenfeste, breit gefächerte, wirtschaftliche und nachhaltige Energieversorgung
- Förderung hoher Sicherheitsstandards bei der Produktion, dem Transport und der Nutzung von Energie
- Einsatz für eine effiziente Energienutzung, für die Erhöhung des Anteils an erneuerbaren Energien sowie für die Senkung der CO2-Emissionen
- Förderung und Koordination der nationalen Energieforschung und Unterstützung des Aufbaus neuer Märkte für eine nachhaltige Energieversorgung und -nutzung

Zur Erreichung dieser Ziele arbeitet das BFE in folgenden Bereichen:
- Vorbereitung und Umsetzung einer kohärenten Energiepolitik sowie Vorbereitung und Vollzug der dazu notwendigen Gesetze und Programme
- Förderung von Forschung und Entwicklung im Bereich der sparsamen und rationellen Energienutzung sowie der erneuerbaren Energien
- Vorbereitung und Erteilung von Bewilligungen sowie technische Überwachung in den Bereichen Kernenergie, Rohrleitungsanlagen, elektrische Anlagen und Stauanlagen für Wasserkraft (teilweise in Aufgabenteilung mit anderen Behörden).
- Beratung und Information zu energiewirtschaftlichen und energietechnischen Fragen

## Personalbestand ab 2001
| Jahr | Vollzeitstellen |
| ---- | --------------- |
| 2001 | 164             |
| 2002 | 171             |
| 2003 | 181             |
| 2004 | 96              |
| 2005 | 99              |
| 2006 | 113             |
| 2007 | 112             |
| 2008 | 129             |
| 2009 | 156             |
| 2010 | 171             |
| 2011 | 183             |
| 2012 | 174             |
| 2013 | 181             |
| 2014 | 203             |
| 2015 | 224             |
| 2016 | 224             |
| 2017 | 221             |
| 2018 | 221             |
| 2019 | 225             |
| 2020 | 242             |
| 2021 | 250             |
| 2022 | 254             |
| 2023 | 275             |
| 2024 | 291             |